# Calascibetta

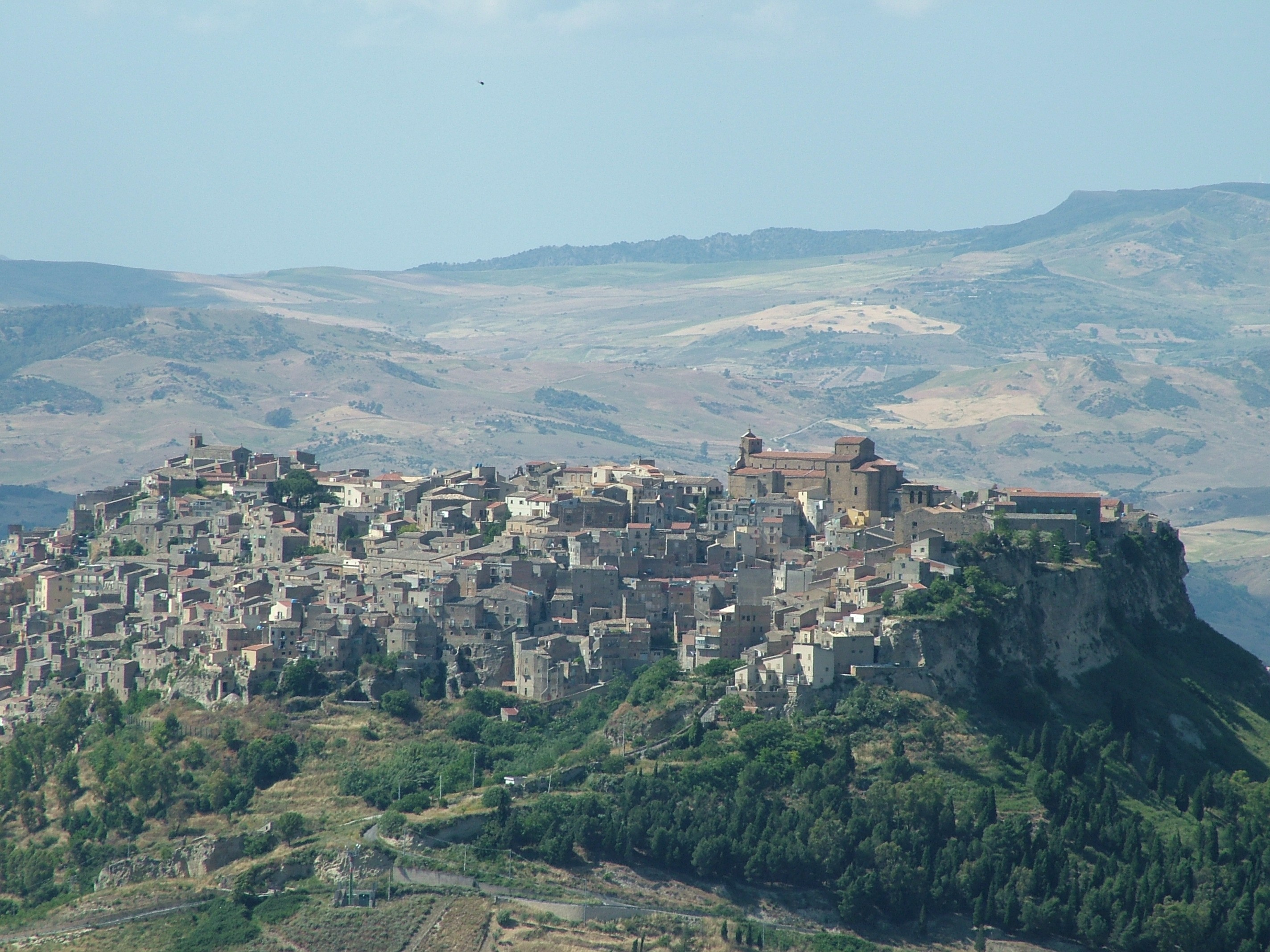
Zicht vanaf Enna

Calascibetta is een gemeente in de Italiaanse provincie Enna (regio Sicilië) en telt 4738 inwoners (31-12-2004). De oppervlakte bedraagt 88,1 km², de bevolkingsdichtheid is 54 inwoners per km².

## Demografie
Calascibetta telt ongeveer 1887 huishoudens. Het aantal inwoners daalde in de periode 1991-2001 met 3,7% volgens cijfers uit de tienjaarlijkse volkstellingen van ISTAT.
| Jaar | Inwoneraantal |
| ---- | ------------- |
| 1991 | 5014          |
| 2001 | 4829          |

## Geografie
De gemeente ligt op ongeveer 691 m boven zeeniveau.
Calascibetta grenst aan de volgende gemeenten: Bompietro (PA), Enna, Gangi (PA), Leonforte, Nicosia, Villarosa.